# Galaginakatti, Kalghatgi
Galaginakatti là một làng thuộc tehsil Kalghatgi, huyện Dharwad, bang Karnataka, Ấn Độ.